# Вергас (город, Миннесота)
Вергас (англ. Vergas) — город в округе Оттер-Тейл, штат Миннесота, США. На площади 3,9 км² (3,8 км² — суша, 0,1 км² — вода), согласно переписи 2002 года, проживают 311 человек. Плотность населения составляет 82,6 чел./км².
- Телефонный код города — 218
- Почтовый индекс — 56587
- FIPS-код города — 27-66766[1]
- GNIS-идентификатор — 0653630[2]